# Lilla Mellsjön, Halland
Lilla Mellsjön är en sjö i Falkenbergs kommun i Halland och ingår i Ätrans huvudavrinningsområde.